# Linia łamana

A – otwarta zwyczajna B – zamknięta zwyczajna C – otwarta wiązana D, E – zamknięta wiązana

Linia łamana, polilinia, linia poligonowa, linia wielokątna lub krótko łamana – linia utworzona z ciągu odcinków (zwanych jej bokami) w taki sposób, że
- żadne dwa następujące po sobie odcinki nie leżą na jednej prostej,
- wierzchołek (węzeł, ang. vertex) będący końcem pierwszego odcinka jest początkiem drugiego odcinka, wierzchołek będący końcem drugiego – początkiem trzeciego i tak dalej[1].

Jeśli wierzchołek będący początkiem pierwszego boku jest jednocześnie końcem ostatniego, to łamaną nazywa się zamkniętą; w przeciwnym razie mówi się, że łamana jest otwarta.
Jeżeli odcinki łamanej nie przecinają się (nie mają punktów wspólnych poza wierzchołkami), to łamaną nazywa się zwyczajną. W przeciwnym razie mówi się o łamanej wiązanej.